# Dodonaea arnhemica
Dodonaea arnhemica (S.T.Reynolds) M.G.Harr.  är en kinesträdsväxtart som ingår i släktet Dodonaea och familjen kinesträdsväxter. 
Inga underarter finns listade i Catalogue of Life.